# Иран на Светском првенству у атлетици у дворани 2022.
Иран је учествовао на 18. Светском првенству у атлетици у дворани 2022. одржаном у Београду од 18. до 20. марта. Репрезентацију Ирана на њеном десетом учествовању на светским првенствима у дворани представљао је 1 атлетичар који се такмичио у трци на 60 метара.,
На овом првенству такмичар Ирана није освојио ниједну медаљу нити је остварио неки резултат.

## Учесници
Мушкарци:
- Хасан Тафтијан — 60 м

## Резултати

### Мушкарци
| Атлетичар      | Дисциплина | Лични рекорд | Квалификације | Квалификације | Полуфинале           | Полуфинале           | Финале               | Финале       | Детаљи |
| Атлетичар      | Дисциплина | Лични рекорд | Резултат      | Место         | Резултат             | Место                | Резултат             | Место        | Детаљи |
| -------------- | ---------- | ------------ | ------------- | ------------- | -------------------- | -------------------- | -------------------- | ------------ | ------ |
| Хасан Тафтијан | 60 м       | 6,51 НР      | 6,74 (.733)   | 5. у гр. 7    | Није се квалификовао | Није се квалификовао | Није се квалификовао | 35 / 43 (50) |        |